# 褐色脂肪組織

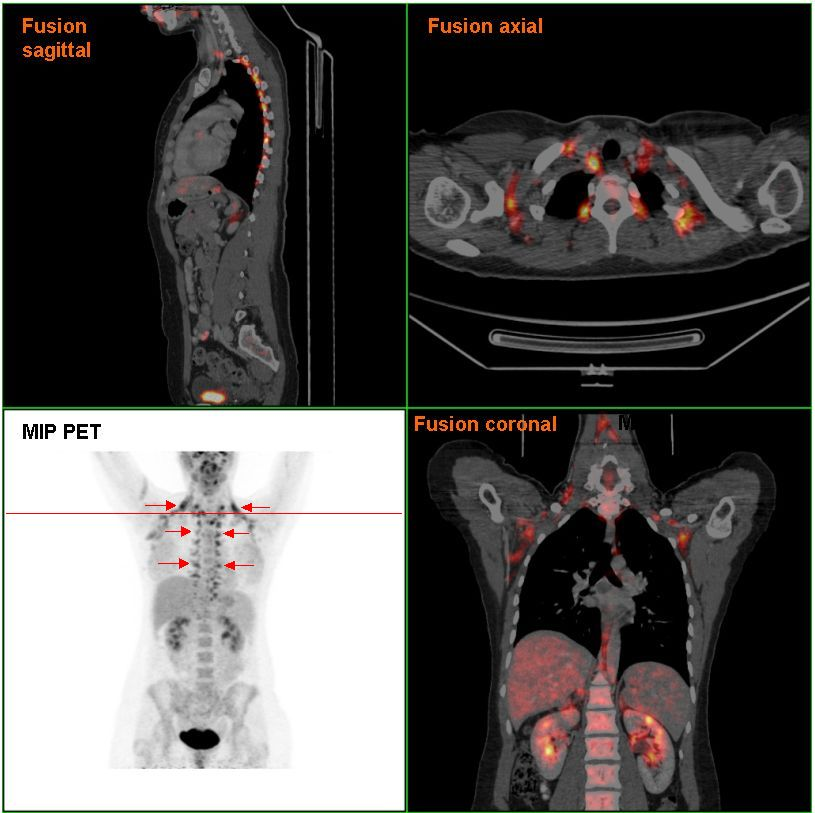
PET/CT検査での女性の褐色脂肪組織

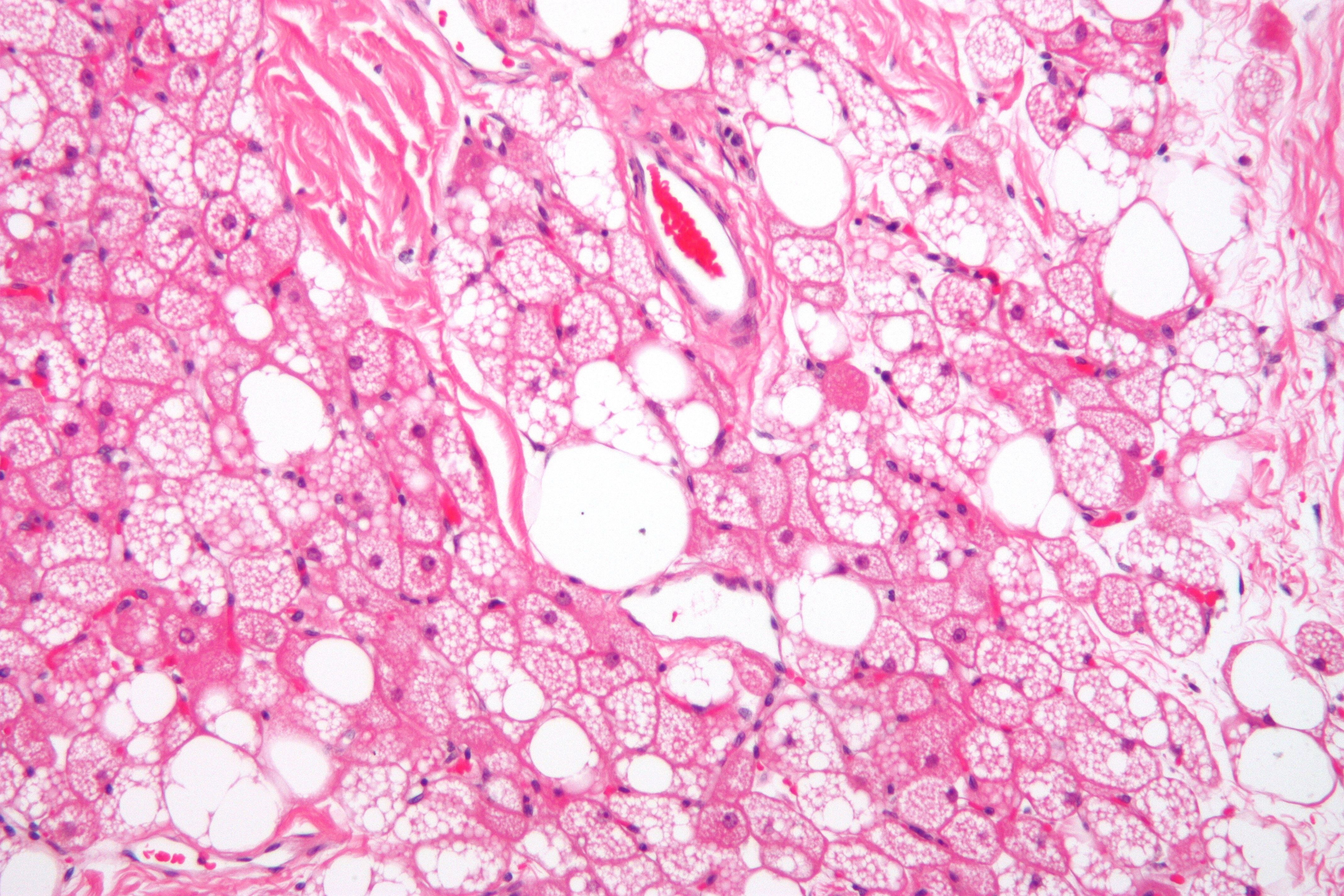
褐色細胞から発生した良性腫瘍である褐色脂肪腫の顕微鏡写真 H&E染色.

褐色脂肪組織（かっしょくしぼうそしき、英:Brown adipose tissue、BAT）または褐色脂肪は、哺乳類にある２つのタイプの脂肪、または脂肪組織の１つである。もう１つのタイプは白色脂肪組織である。

## 概要
褐色脂肪組織は、新生児や冬眠動物では特に豊富である。その主な機能は、動物や新生児が体を震わせないで体の熱を生成することである。単一の脂肪滴が含まれている白色脂肪細胞とは対照的に、褐色脂肪細胞は、鉄を含んでおり、それが茶色を呈し、多数の小さな液滴とはるかに多い数のミトコンドリアが含まれている。褐色脂肪組織はほとんどの組織よりも多くの酸素を必要とするため、褐色脂肪組織はまた、白色脂肪組織よりも多くの毛細血管が集まっている。
ノルアドレナリンが褐色脂肪細胞上のβ3受容体に結合すると、UCP1（脱共役タンパク質）が生成され、ミトコンドリアで脱共役が起こり熱が産生される。動物の冬眠時に良く見られる運動に伴わない熱産生の手段である。日本人を含めた黄色人種ではβ3受容体の遺伝子に遺伝変異が起こっていることが多く、熱を産生することが少ない反面、カロリーを節約し消費しにくいことから、この変異した遺伝子を節約遺伝子と呼ぶことがある。

## ダイエット効果との関連
褐色脂肪組織は年齢とともに減少していく。褐色脂肪組織が多く存在している部位を運動や冷却で刺激することで、効率的な脂肪燃焼を促すことでダイエット効果があるという説があるが、医学的根拠に乏しく、少なくとも現在では正しい情報とはいえない。褐色脂肪組織がベージュ脂肪細胞と混同されているケースも多い。